# 波兰人民军
波兰人民军（波蘭語：Ludowe Wojsko Polskie）是在第二次世界大战苏德战争期间的1944年组建的第二支波兰軍隊，并在1945年—1989年成为波兰的国家武装力量，其後由波蘭共和國軍取代。这支共产党武装是在苏联领导人约瑟夫·斯大林的允许和协助下，由旺达·瓦西列夫斯卡和齐格蒙特·贝林格在苏联组建。